# Manuel Senni
Manuel Senni (Cesena, 11 de març de 1992) és un ciclista italià professional des del 2015.

## Palmarès
- 2010
  - Vencedor d'una etapa al Giro de Basilicata
- 2014
  - Vencedor de 2 etapes al Giro de la Vall d'Aosta
- 2017
  - 1r a la Colorado Classic

### Resultats al Giro d'Itàlia
- 2016. 76è de la classificació general
- 2017. 79è de la classificació general
- 2018. Abandona (15a etapa)
- 2019. 59è de la classificació general